# Videoredigering
Videoredigering er den proces, hvorved rå filmmateriale behandles og gøres præsentationsklart. Under redigeringen fraklippes det uønskede materiale, og det tilbageværende sammensættes i den ønskede kronologiske rækkefølge.
Videoredigering kan udføres af både amatører og professionelle; Således har f.eks. nogle versioner af styresystemerne Microsoft Windows XP og Microsoft Windows Vista indbygget programmet Windows Movie Maker. 
Mere professionelle applikationer inkluderer blandt andet Adobe Premiere Pro, Sony Vegas Pro og Final Cut Pro.
Dansk Amatør Videoredigerings Klub kaldet davk.dk, er et dansk samlingssted for mennesker, der har videoredigering som hobby.